# Fitymaszűkület
A fitymaszűkület olyan állapot, amelyben a fityma nem húzható vissza a péniszen a makkon túlra. Vizeléskor lufiszerű duzzanat fordulhat elő a fityma alatt. Fájdalommal nem jár, de serdülőkorúak és felnőttek esetében fájdalmas lehet az erekció. Az érintetteknél nagyobb a kockázata a makkgyulladásnak (Balanitis), valamint egyéb szövődményeknek.
Kisgyermekeknél normális, hogy a fitymát nem lehet visszahúzni. Az esetek több mint 90%-ában ez az állapot magától megoldódik hétéves, valamint az esetek 99%-ában 16 éves korig. Előfordulhat, hogy a fitymaszűkületet más alapbetegség okozza, mint a balanitisz miatti hegesedés vagy balanitisz xerotica obliterans. Ez általában könnyen diagnosztizálható a fitymanyíláson látható hegek alapján.
Általában hároméves korig megoldódik kezelés nélkül. A fityma visszahúzását a fiú korai éveiben nem szabad megkísérelni. Ha az állapot nem javul, érdemes tovább várni vagy egy szteroidos krémet lehet használni, hogy a szoros bőr meglazuljon. Ha ez a módszer fitymanyújtó gyakorlatokkal kombinálva sem hatásos, akkor egyéb kezeléseket, például a körülmetélést is ajánlhatják. Egy lehetséges szövődmény a paraphimosis, amikor teljesen a szűk fityma mögé zárul a makk. A szó a görög phimos (φῑμός) szóból ered, melynek jelentése "szájkosár". Ezt a jelenséget "spanyol gallér" -nak is szokták nevezni.

## Tünetek
Születéskor a fityma belső rétege a makkhoz van tapadva. A fityma általában nem lehúzható a korai gyermekkorban, de előfordul, hogy akár 18 éves korig fennáll ez az állapot.
Orvosi egyesületek ellenjavallják a csecsemők fitymájának visszahúzását, különben hegesedés fordulhat elő. Egyesek azzal érvelnek, hogy a nem-visszahúzhatóság férfiaknál "normálisnak tekinthető, akár a kamaszkorig is." Hill kimondja, hogy a fityma teljes visszahúzhatósága csak késő gyerekkorban vagy korai felnőttkorban kezdődik. Egy dán felmérés megállapította, hogy a fityma teljes visszahúzhatóságának átlagos kezdő életkora 10,4 év.
Rickwood, valamint más szerzők azt állítják, hogy a fitymaszűkületet túldiagnosztizálják, mivel sokan nem tudják megkülönböztetni a normális fejlődési nem-visszahúzhatóságot a kóros állapottól. Egyes szerzők a "fiziológiás" és "kóros" megnevezéssel különböztetik meg a két fajta fitymaszűkületet; mások a "nem-visszahúzható fityma" kifejezést használják, hogy megkülönböztessék ezt a fejlődési állapotot a kóros fitymaszűkülettől.
Egyes esetekben lehet, hogy nem egyértelmű, vagy nehezen megkülönböztethető a fiziológiai fitymaszűkület a kórostól, ha egy csecsemőnek látszólag fájdalmas a vizelése vagy láthatóan lufi-szerű a fitymája vizeléskor. Azonban a lufi-szerű fityma nem feltétlenül jelent húgyúti akadályt.
Nőknél hasonló állapot a "csikló phimosis", melynek során a csikló fedő nem húzható vissza, korlátozva a csikló makkjának előbújását.

### Súlyosság
- 1: a fityma teljes visszahúzhatósága – a makk mögött szoros.
- 2: a makk részleges expozíciója – az előbőr (nem veleszületett összenövések) a korlátozó tényező.
- 3: részleges visszahúzhatóság – húgycsőnyílás épphogy látható.
- 4: enyhe visszahúzhatóság – sem a húgycsőnyílás, sem makk nem látható.
- 5: a fityma egyáltalán nem visszahúzható[18]

## Kezelés
Tízéves korig a fiziológiás fitymaszűkület gyakori, normális és nem igényel beavatkozást. A nem-visszahúzható fityma általában pubertás kor során válik visszahúzhatóvá.
Ha a fitymaszűkület idősebb gyermekeknél vagy felnőtteknél nem okoz akut, súlyos problémát, nem-sebészi intézkedések is hatékonyak lehetnek. A kezelés megválasztását gyakran az határozza meg, hogy a végső lehetőségnek tartott körülmetélést mennyire szeretnék elkerülni.[forrás?]

### Nem-sebészeti kezelés
- Helyi szteroid krémek, pl. betamethasone, mometasone furoate, illetve kortizon a fitymaszűkület hatékony alternatív kezelése.[19][20][21] Ennek a kezelésnek az elmélete az, hogy a szteroidok csökkentik a test gyulladási és immunreakcióját, valamint a bőrt elvékonyítják.
- A fityma nyújtása, mely elvégezhető kézzel, lufival vagy egyéb eszközökkel. A feszültség alatt tartott bőr alatt további sejtek növesztése által megnyúlik.

### Sebészeti kezelés

Preputioplasty:
Ábra 1. Pénisz szűk fimotikus gyűrűvel, ami megnehezíti a fityma visszahúzását.
Ábra 2. Fityma érzéstelenítés alatt visszahúzva, a fimotikus gyűrű vagy szűkület szorítja a péniszt, ezáltal egy "derekat" képez.
Ábra 3. Oldalirányú metszés.
Ábra 4. Pénisz a makkra visszahúzott meglazított fitymával.

A sebészeti módszerek a fityma szorítását csökkentő kisebb beavatkozásoktól a fityma teljes eltávolításáig terjednek:
- Néha a fitymaszűkületet teljes körülmetéléssel kezelik
- Egyetlen metszés a fityma felső hossza mentén felfedve a makkot, szövet eltávolítása nélkül.
- Ventrális metszés
- Preputioplasty

## Fordítás
- Ez a szócikk részben vagy egészben  a   Phimosis című angol Wikipédia-szócikk ezen változatának fordításán alapul.  Az eredeti cikk szerkesztőit annak laptörténete sorolja fel. Ez a jelzés csupán a megfogalmazás eredetét és a szerzői jogokat jelzi, nem szolgál a cikkben szereplő információk forrásmegjelöléseként.